# Francisco de Paula Vallet
Francisco de Paula Vallet S.I (Barcellona, 14 giugno 1883 – Madrid, 13 agosto 1947) è stato un gesuita spagnolo, famoso per aver condensato la predicazione degli Esercizi spirituali di Ignazio di Loyola da un mese a cinque giorni rendendoli accessibili a tutti.
Fondò le congregazioni dei Cooperatori e delle Cooperatrici parrocchiali di Cristo Re.